# David Grossman
David Grossman (tiếng Hebrew: דויד גרוסמן; sinh ngày 25 tháng 1 năm 1954) là một tác giả của Israel. Cuốn sách của ông đã được dịch ra hơn 30 ngôn ngữ, và đã giành được nhiều giải thưởng.
Ông đã giải quyết cuộc xung đột giữa Israel và Palestine trong cuốn tiểu thuyết năm 2008 của mình, đến tận cùng của đất đai. Kể từ khi xuất bản cuốn sách đó, ông đã viết cuốn sách cho trẻ em, một vở opera cho trẻ em và một số bài thơ. Cuốn sách năm 2014 của ông, Falling Out of Time, đề cập đến nỗi đau của cha mẹ sau những cái chết của con cái họ. Năm 2017, ông được trao giải Man Booker quốc tế kết hợp với người cộng sự và dịch giả thường xuyên của ông, Jessica Cohen, cho cuốn tiểu thuyết A Horse Walks Into a Bar của ông.

## Tiểu sử
Grossman sinh ra ở Jerusalem. Ông là anh cả của hai anh em.
Mẹ của ông, Michaella, được sinh ra tại Ủy trị Palestine; Cha của ông, Yitzhak, di cư từ Ba Lan với mẹ góa ở tuổi lên chín. Gia đình của mẹ ông là người Do Thái và người nghèo, ông nội của ông đã trải nhựa đường trong Galilee và bổ sung thu nhập của mình bằng cách mua và bán thảm. Bà ngoại của ông là một thợ làm móng. Bà nội của ông đã để lại Ba Lan sau khi bị cảnh sát quấy rối, chưa bao giờ rời khỏi khu vực nơi bà sinh ra. Cùng với con trai và con gái của mình, cô đã đi đến Palestine, nơi cô trở thành người làm sạch trong những khu phố giàu có.
Cha của Grossman là tài xế xe buýt, sau đó là một thư viện, và thông qua anh ta rằng David - "một đứa trẻ đọc sách" - đã có thể xây dựng sự quan tâm đến văn học, và sau này trở thành sự nghiệp của anh. Grossman nhớ lại: "Ông ta đã cho tôi rất nhiều thứ, nhưng những gì ông ta cho tôi là Sholem Aleichem". Aleichem, người sinh ra ở Ukraine, là một trong những nhà văn vĩ đại nhất của Yiddish, mặc dù bây giờ ông được biết đến như một người đàn ông với những câu chuyện có nguồn cảm hứng cho Fiddler on the Roof. Ở tuổi 9, Grossman đã giành được một cuộc thi quốc gia về kiến thức về các tác phẩm của Sholem Aleichem, và sau đó đã từng làm diễn viên trẻ cho đài phát thanh quốc gia. Ông tiếp tục làm việc cho Israel Broadcasting trong gần 25 năm.
Năm 1971, Grossman bắt đầu dịch vụ quốc gia của mình làm việc trong tình báo quân đội. Mặc dù ông đã ở trong quân đội khi chiến tranh Yom Kippur nổ ra vào năm 1973, ông đã không thấy hành động nào.
Grossman học triết học và sân khấu tại Đại học Hebrew ở Jerusalem. Sau đại học, anh bắt đầu làm việc trong đài phát thanh, nơi anh đã từng là một diễn viên nhí. Cuối cùng, ông đã trở thành một neo trên Kol Yisrael, dịch vụ phát thanh quốc gia của Israel. Năm 1988, ông bị đuổi việc vì từ chối chôn những tin tức rằng lãnh đạo Palestine tuyên bố chính quyền của họ và thừa nhận quyền tồn tại của Israel.
Grossman sống ở Mevasseret Zion ở ngoại ô Jerusalem. Ông kết hôn với Michal Grossman, một nhà tâm lý học trẻ em. Họ có ba người con, Jonathan, Ruth, và Uri. Uri là một người chỉ huy xe tăng, bị giết năm 2006 tại Li-băng trong chiến tranh giữa Israel và Hizbollah. Cuộc đời của Uri sau đó được tổ chức trong cuốn Falling Out of Time của Grossman.

## Hoạt động chính trị

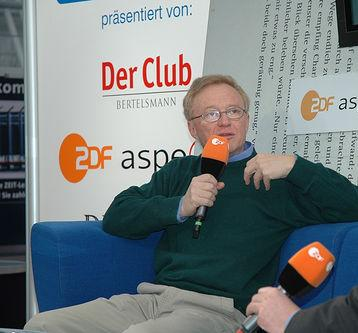
David Grossman, Leipzig

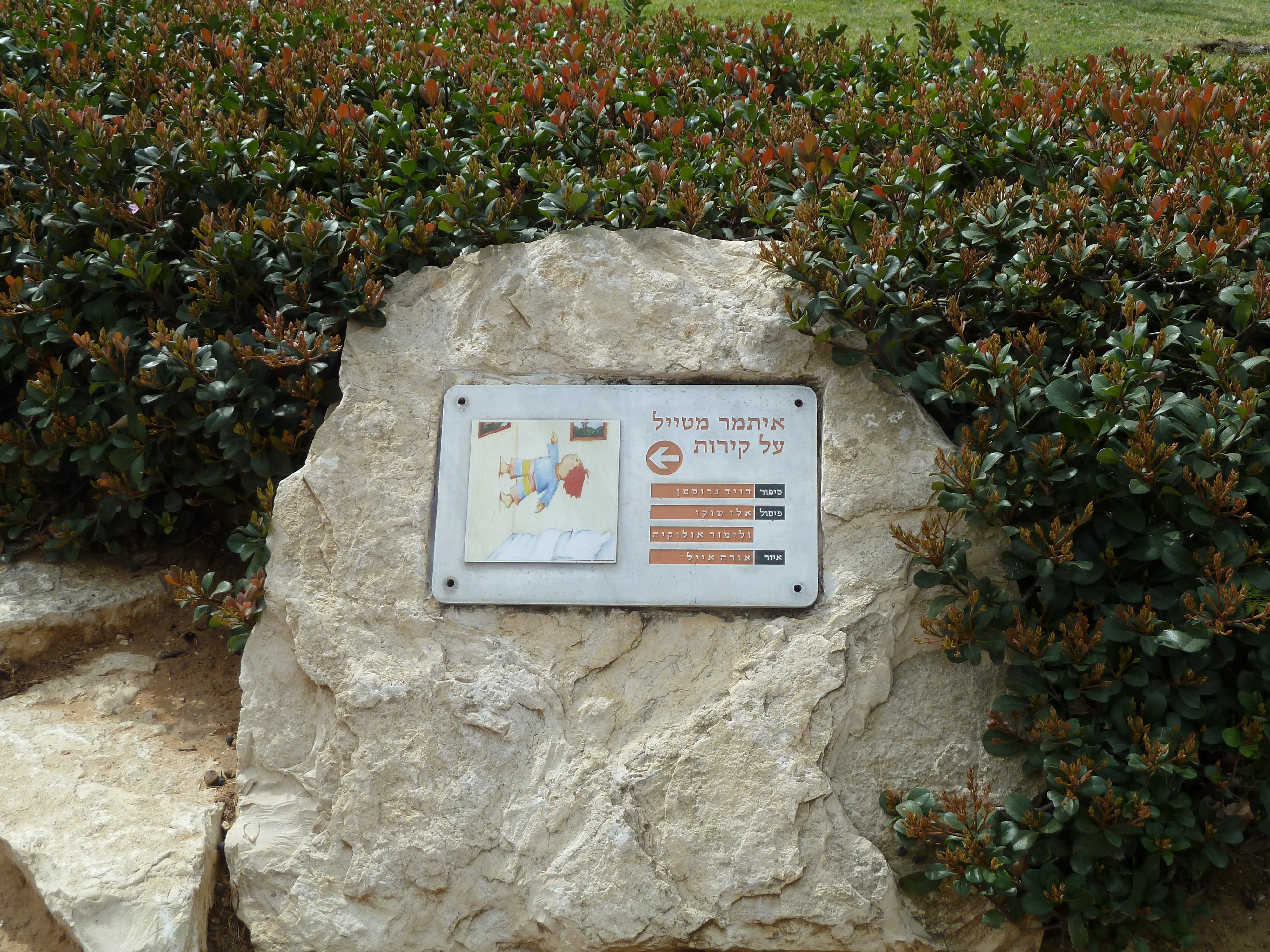
Itamar Walks on Walls – tượng bởi Eli Shuki và Limor Olokia, dựa trên sách David Grossman

Grossman là một nhà hoạt động vì hòa bình [cánh tả] thẳng thắn.
Ban đầu ủng hộ hành động của Israel trong cuộc xung đột năm 2006 Israel-Lebanon, 2006 Israel-Hizbollah xung đột trên cơ sở tự vệ, vào ngày 10 tháng 8 năm 2006, ông và các đồng tác giả [Amos Oz] và [A.B. Yehoshua] đã tổ chức một cuộc họp báo, trong đó họ kêu gọi chính phủ đồng ý với lệnh ngưng bắn nhằm tạo ra cơ sở cho một giải pháp được thương lượng, nói rằng: "Chúng tôi có quyền tiến hành chiến tranh, nhưng mọi thứ trở nên phức tạp... Tôi tin rằng có nhiều hơn một hành động sẵn có. "
Hai ngày sau, cậu con trai 20 tuổi Uri, một sĩ quan sĩ quan trong lữ đoàn bọc thép 401st (Lữ đoàn 401st) đã bị một tên lửa chống tăng tấn công ngay trước khi ngừng bắn. Grossman giải thích rằng cái chết của con trai ông đã không thay đổi sự phản đối của ông đối với chính sách của Israel đối với người Palestine. Người giám hộ-phỏng vấn Mặc dù Grossman cẩn thận tránh viết về chính trị, nhưng trong các câu chuyện của ông, nếu không phải là báo chí của ông, cái chết của con trai ông khiến ông phải giải quyết chi tiết hơn về xung đột giữa Israel và Palestine. Điều này đã xuất hiện trong cuốn sách năm 2008 của ông về "Sự kết thúc của đất đai".
Hai tháng sau cái chết của con trai, Grossman đã đưa ra một đám đông 100.000 người Do Thái tụ họp để kỷ niệm ngày ám sát [Yitzhak Rabin] vào năm 1995. Ông đã lên án chính phủ của [Ehud Olmert] về sự thất bại của lãnh đạo Và ông lập luận rằng việc tiếp cận người Palestine là hy vọng tốt nhất cho sự tiến bộ trong khu vực:
Trong năm 2010 Grossman, vợ ông, và gia đình bà tham dự các cuộc biểu tình chống lại sự lan rộng của các khu định cư Do Thái. Trong khi tham dự các cuộc biểu tình hàng tuần ở Sheikh Jarrah ở Đông Jerusalem, người dân định cư người Do Thái ở tại các khu dân cư Palestine đã bị cảnh sát tấn công. Khi được một phóng viên hỏi "The Guardian" về cách một nhà văn nổi tiếng có thể bị đánh đập, ông trả lời: "Tôi không biết họ có biết tôi hay không." 